# Крушитель (манхва)
Крушитель (кор. 브레이커) — приключенческая манхва корейского сценариста Чон Гыкчина (кор. 전극진) и художника Пак Чинхвана (кор. 박진환), известного также под псевдонимом Kamaro. По жанру является смешением боевых искусств и сёнэн-тематики.
В России манхва лицензирована издательством «Alt Graph» в 2011 году, 14 сентября 2011 года было объявлено о выходе первого тома. На сегодня на русском вышли все десять томов. Также была лицензирована французским издательством «Booken manga», и первый том вышел в феврале 2011 года.
Манхва состоит из двух частей. Первая часть под названием «The Breaker» выпущена полностью и составляет 10 томов (72 главы), выпуск второй части под названием «The Breaker: New waves» стартовал в 2010 г. и выходил каждую пятницу в свободном доступе на странице веб-портала Daum Communications. Вышедшие главы можно было прочесть бесплатно независимо от места проживания. А 27 октября 2011 был выпущен первый печатный том второй части, а на сегодня всего издано двадцать томов, выход завершен. По словам автора, также планировалась третья, заключительная часть манхвы, которая должна была выйти после второй, которая завершилась 13 июля 2016 года.

## Сюжет

### The Breaker (Часть I)
К ученику старшей школы Сиуну постоянно пристают хулиганы. В школу перевелся новый учитель. По стечению обстоятельств Сиун случайно увидел и заснял на мобильный телефон, как этот учитель с легкостью избивает трёх амбалов. Поразившись увиденному, парень захотел научиться приёмам боевых искусств у нового учителя.

### The Breaker: New waves (Часть II)
Альтернативное название — The Breaker: Part 2. Это вторая часть истории и продолжение (сиквел) первой части The Breaker. Также в состав второй части входит спешл о поездке авторов в Париж, опубликованный на странице манхвы на сайте Daum.net, и спешл печатного тома — спин-офф «Город боевых искусств».
Сиун потерял свои силы и вновь вернулся в мир обычных людей. Некоторые школы пытаются отомстить ему вместо учителя, к тому же неожиданно для себя Сиун становится главой одного из самых могущественных кланов Мурима — клана Суну. Тем временем появляются люди, называющие себя истинными учениками Кумуллёна или S.U.C. Они всячески нарушают границу между обычным миром и Муримом, не считаются с его законами и втягивают обычных людей в свои разборки.

#### Спин-офф «Город боевых искусств»
В печатных томах, как дополнительный бонус, вышел спин-офф «Город боевых искусств». Это спецвыпуск, опубликованный только в танкобонах. Первая история, под названием «Playboy», была разбита на две части и вышла в первом и втором томах. Но в связи с тем, что это существенно не повлияло на продажи танкобонов, авторами было принято решение прекратить спецвыпуск, и третий том вышел уже без него.
История рассказывает про офицера полиции Ким Суни, которая расследует случаи убийств красивых женщин. Пытаясь остановить серию убийств, захлестнувшую город, она сама оказывается втянута в самое пекло событий.

## Мир
Действие разворачивается в мире, полностью идентичном нашему. Однако в этой реальности существуют два параллельно развивающихся общества: мир обычных людей и Мурим.

### Мир обычных людей
Мир обычных людей ничем не отличается от нашего мира: политическое, географическое и социальное устройство совпадают. Действие развивается в современной Южной Корее. Большинство обычных людей не знает и не подозревает о существовании Мурима.

### Мурим
Мурим. обособлен от обычного мира и подчиняется несколько иным чем в обычном мире законам, один из которых «обладая силой муримин, нельзя вторгаться в обычный мир». Ясно одно — «по сравнению с обычными людьми, муримин наделены особыми силой и разумом». В течение многих поколений муримин создавали доджаны и заключали союзы, тем самым ограждая себя от обычных людей. Лишь благодаря этому муримин могли сосуществовать с обществом все это время.

Чон Гыкчина. Пак Чинхвана. «The Breaker: New waves». Глава 38:

 Никто точно не знает, когда зародился Мурим. Однако многие источники указывают на то, что он берет своё начало с аскетов, уединившихся в поисках просветления далеко в горах или труднопроходимых зарослях. Вопрос безопасности для них тогда стоял особенно остро, ведь, медитируя вдали от цивилизации, они оставались совершенно беззащитными перед дикими животными и бандитами. Поэтому в рамках своих учений они стали создавать приёмы самозащиты. Считается, что так появились первые боевые искусства.
Слухи о мастерстве и отважности этих отшельников разлетелись по всему миру, что обеспечило им множество последователей, жаждущих овладеть тайнами их боевого искусства. Все это, само собой, привело к концентрации в их руках силы и власти.
В этот период все чаще и чаще на слуху стало появляться слово «Мурим», олицетворяющее распространение влияния боевых искусств («Му») по всей стране, подобно росту деревьев и разрастанию леса («Рим»).
Однако стоящие у власти видели в них серьёзную угрозу, ведь те отказывались подчиняться правительству, поэтому столкновения муримин с армией на тот момент не были редкостью. Их долгая история вражды резко оборвалась с объединением муримин, своей невероятной силой перевернувшим ослабленное государство.
Казалось, Мурим останется таким навсегда. Но правители Мурима столкнулись с серьёзной проблемой. Все упиралось в принципиальное различие в ценностях муримин (отшельников) и обычных людей. Муримины не могли ужиться с простыми людьми, а те, в свою очередь, не могли их понять. Чувствуя себя не на своем месте, муримины отказались от власти, передав её обычным людям, те же взамен пообещали им независимость.
И вот так постепенно Мурим стал исчезать из истории обычного мира.— с. 2-4.
В основе боевых искусств Мурима лежит использование ки. Ки — внутренняя жизненная энергия и одна из четырёх составляющих тела человека Симгичхэхон.

## Персонажи
Имена переведены по системе Концевича, общепринятой при переводе корейских слов и имен на кириллицу.

### Главные персонажи

Ли Сиун

#### Ли Сиун
(кор. 이 시운, Shiwoon Lee). Главный герой истории. Молодой студент, который ежедневно подвергается нападениям и вымогательствам со стороны хулиганов в своем колледже. Его жестоко избивают, и однажды, не выдержав издевательств, он решает свести счеты с жизнью, спрыгнув с крыши школы. По стечению обстоятельств в это время на крыше находится новый учитель Хан Чхону, который спасает Сиуна от смерти. После того, как Сиун случайно раскрывает секрет Хан Чхону, его нового преподавателя английского языка, который также является мастером боевых искусств, просит Хан Чхону преподавать ему боевые искусства, чтобы суметь защитить себя.
На протяжении всей истории нам показывают развитие образа Сиуна при столкновении с различными трудностями, как постепенно он меняется. Вначале Сиун предстает перед читателями как слабовольный и нерешительный юноша, не способный дать сдачи в драке. В страхе перед побоями он даже готов предать своего лучшего друга, приведя Сехи в указанное хулиганами место. Однако после разговора с учителем, назвавшим его трусом, боящимся дать сдачи, и разговора с Сехи, готовой помочь и поддержать Сиуна, несмотря на непростую и опасную ситуацию, в которую попал Сиун, он пересматривает происходящее и к нему возвращается самообладание.
После этих событий он впервые проявляет твердость характера: он не только не приводит Сехи в указанное место, но и пытается бороться с хулиганами. Но силы неравные, и его жестоко избивают. Однако это не уменьшает его решимости измениться и перестать вести себя как трус. Сиун решает, что одной смелости недостаточно, чтобы противостоять хулиганам, и для этого он упрашивает Хан Чхону обучить его боевым искусствам.

Хан Чхону

#### Хан Чхону
(кор. 한 천우, Chun-woo Han). Второй главный герой. В манхве появляется сначала как временный преподаватель английского языка в школе Ку Рён, где учится Сиун. Позже выясняется, что является мастером боевых искусств, известным под именем Ку-Мун-Рён.
Однако об образе Чхону нельзя говорить однозначно, это сложная и многогранная личность, и чтобы полнее это подчеркнуть авторы сначала показывают Чхону в обыденной жизни, где он ведет себя подчеркнуто несерьезно, волочится за девушками и валяет дурака, и только затем в Муриме.
Для кого-то он мессия и легенда мира боевых искусств, для кого-то самый ужасный из кошмаров Мурима. Одно ясно наверняка: все признают, что Кумуллён — выдающаяся личность, достигшая необыкновенной вершины мастерства, обладающая удивительной силой духа и мужеством. С уверенностью можно сказать, что Хан Чхону безрассудный и смелый человек, не боящийся рисковать своей жизнью ради того, во что он верит. Переживший много трагичных моментов, один из самых ужасных — это смерть его мастера прямо на его глазах, и поэтому готовый на жестокость, чтобы отомстить убийцам своего мастера, и в то же время очень удивительно слабый, когда дело касается привязанности.

### Второстепенные персонажи
Эта манхва состоит из двух частей, и в зависимости от того, в какой части появился герой, в том разделе он и записан. Однако есть персонажи, появляющиеся как в первой, так и во второй, они выделены курсивом.

#### The Breaker
Чанхо (кор. 창호)

Чанхо

Бритоголовый, со шрамом на голове. Самоуверенный и наглый подонок. Чанхо является студентом первого года школы Девяти драконов и одноклассником Сиуна. Вместе с несколькими другими студентами постоянно издевался над Сиуном, избивал и вымогал у него деньги. Напал на Сехи, когда та шла на встречу с Сиуном, но вовремя прибежавший Сиун не дал причинить серьёзный вред девушке. Позже нападет с битой на Сиуна в попытке отомстить и вернуть былое превосходство, но Сиун при всех послал Чанхо в нокаут.
После этого его отстранили от занятий, и он появляется только во второй части The Breaker. Чтобы стать сильнее он вступил в ряды S.U.C. и вскоре получает задание сразиться с Сиуном. Среди S.U.C его прозвали «бешеный пес» из-за его безбашенности и чудовищной жажды крови. Уязвленный своим проигрышем Сиуну, готов пойти на все, чтобы одолеть его. Например, для этого принял опасный наркотик, дающий большой, но кратковременный прирост ки в теле. Но это не помогло против более опытного Сиуна и всё закончилось внутренним кровотечением и кровавой рвотой у Чанхо. На данный момент ещё жив.
Сехи (кор. 세희, Saehee)

Сехи

Лучший друг Сиуна. Довольно популярная девушка, давняя подруга Сиуна и одна из немногих людей, которые заботятся о нём. Они учились вместе ещё в первом классе начальной школы (им тогда было где-то 8 лет).
Сехи милая, весёлая и добрая девушка. Она учится в той же школе и на той же параллели, что и Сиун, только в другом классе. Впервые появляется в манхве в первой главе первого тома. И проявляет внимание и заботу по отношению к Сиуну, когда видит его побитым. Всячески старается его поддержать и помочь в трудные моменты, например, рассказав о драке с хулиганами учителю. Однако в результате привлекает к себе внимание хулиганов и сама оказывается в опасности. К счастью, когда поздно вечером хулиганы нападают на неё, Сиун оказывается поблизости и спасает её. В результате этого инцидента она отделалась синяками, испугом и слегка порванной одеждой.
Ли Сихо (кор. 이 시호, Shiho Lee)

Ли Сихо

Хитрая, расчётливая, настоящая красотка, и этим постоянно пользуется в общении с мужчинами. Она знает Хан Чхону долгое время и является его возлюбленной, хотя Хан Чхону не сразу признает свои чувства к ней, боясь втянуть в неприятности. Несмотря на это, она очень сильно любит Хана Чхону и готова рисковать своей жизнью ради него. Приходит в школу вскоре после него на должность медсестры, хотя на самом деле тоже является мастером боевых искусств. Она является экспертом по ядам и использует кунаи в качестве оружия. Именно Сихо была той, кто дал Ирвольсиндан Сиуну, изменив тем самым всю его жизнь.
Она является одним из мастеров боевых искусств Школы небесной девы, которая славится своим техниками применения наркотиков. Отравленные кунаи, куртки из особого материала, при возгорании выделяющие газ и многое другое — всем этим пользуются мастера этой школы. Трагически погибла в конце первой части манхвы, встав между Ханом и стрелявшим в него Хёнтхэ. Она получила тяжелые ранения и при попытке её госпитализировать, была подстрелена снайпером.
Во второй части манхвы было показание, что её тело находится у Хо Вонджэ, который пытается найти способ её вернуть к жизни, поэтому пока однозначно не ясно, мертва ли она или находится в коме.
Хёк Сочхон (кор. 혁 소천, Hyuk So Chun)

Хёк Сочхон

Преемник и будущий глава школы Чхондомун. Настоящий гений, появляющийся раз в несколько сотен лет. Очень талантливый и сильный мастер боевых искусств.
Был послан главой школы на поиски Кумуллёна, в результате чего случайно встречается и вступает в бой с его учеником Сиуном. Хёк увидел, как Сиун использует душесокрушающий удар, и решил его забрать в Юнхапмудан для расспросов. Но Сиун отказался добровольно идти и решил драться, поэтому Хёк предложил условие «если ты сможешь хоть раз меня ударить, я признаю твою победу». И, несмотря на то, что Хек очень силен, Сиуну удалось один раз его ударить и выйти победителем из схватки. Благодаря этой битве сильно заинтересовался Ли Сиуном, потому что, по его словам, Сиун был один из первых, кто смог его одолеть. Из-за этого он пытался помочь и спасти Сиуна, когда того начинает преследовать Федерация.
Хладнокровный, порядочный, наблюдательный и ставящий превыше всего логику. Сильно не похож на своего сахёна Чон Чхона. После встречи с Сиуном изменился, стал сильнее духом и решительнее.
Сон Киджу (кор. 송 기주)

Сон Киджу

Самый проблемный из трех, находящихся в подчинении у мастера Пэк Кёля предводитель клана Сонхак. Глава Сон. Один из преданнейших учеников Пэк Кёля, и ради своего мастера готов пойти на смерть. Отчаянный боец и главарь одной из свирепых банд Сеула. Очень эмоциональный и ярко проявляющий свои эмоции человек. Приложил все свои силы и сбережения, чтобы найти Кумуллёна и отомстить тому за убийство своего мастера. Специально для этого осваивает сильную металлическую руку 10 ранга, которая весьма эффективна как контратака Душесокрушающего удара. Ему удается найти и заманить Кумуллёна в ловушку, но, несмотря на то, что тот был сильно измотан, был побежден и погиб под обломками взорванного здания.
Алекс (Alex)

Алекс

Известный перевозчик и курьер, который славится своими удивительными навыками вождения, которые продемонстрировал, когда похитили Сосуль и избавлялся от погони банды байкеров. Однако особыми боевыми навыками он похвастаться не может. Сотрудничает с Организацией чёрной защиты. Умеет управлять не только автомобилями, но и самолётом. Он прибывает в школу Девяти Драконов, где работал дворником и помогал Сихо и Кумуллёну. У него есть машина Ламборджини мурселаго, которая способная разгоняться до 100 км/ч за 3,4 секунды или достигать скорости 340 км/ч.
У Алекса телосложение худощавого подростка, на голове волосы заплетены в косички и собраны в хвост, проколоты уши и бровь. Он большой поклонник Сихо и её соблазнительных форм, поэтому легко ведется на её хитрости и исполнят то, что она хочет. Имеет привычку вставлять в речь фразы на английском.

Кансон

Кансон (кор. 강성, Kangsung) Один из трех учеников мастера Пэк Кёля предводителя клана Сонхак. Также известен как Саммуллён. Отличается сдержанностью, рассудительностью, немногословностью. Носит одежду в традиционном китайском стиле. Несмотря на титул Саммуллён, точно не известно, насколько он силен. Так, например, его мастер Пэк Кёль говорит, что Кансон остановился на достижении звания «Дракон Трёх Искусств», чтобы защитить мир во всём Муриме. А по словам Кумуллёна, невозможно точно сказать, кто победит, если он и Кансон сойдутся в битве. Это подтверждается битвой Кансона и Кумуллёна на крыше бизнес-центра Коа, когда Кансон, единственный из всех мастеров, успешно противостоит Кумуллёну, прошедшему границу Чёрного источника и впавшему в неистовство. Владеет такими приёмами, как Сейсмический шаг, Удар, рассекающий небеса.
Во второй части The Breaker становится лидером Федерации, сменив на этом посту предыдущего данчжу.

Сосуль Суну

Сосуль Суну (кор. 소설 선우, Sosul Sunwoo) (лучезарная звезда семьи Суну) — законная наследница и преемница клана Суну. Несмотря на то, что ей пятнадцать лет, она выглядит гораздо младше и имеет слабое здоровье из-за особого заболевания, когда основные кровеносные сосуды тела закупорены в девяти местах, в результате чего её ки чрезвычайно быстро рассеивается. Однако существует легенда, что если человека излечить от кумчжичэ, он обретет невероятную силу даже по меркам Мурима, а также сумеет использовать так называемые божественные техники. Из-за дефицита ки она не могла много говорить, но благодаря Сиуну, который дал ей немного своей крови, в которой разбавлен Ирвольсиндан, её состояние улучшилось. Влюблена в Сиуна.
Старейшины Суну хотели убить Сосуль из-за её тела кумчжичэ, считая, что это приведет клан к гибели. Но её отец, бывший глава Суну, пошел против воли клана, чтобы защитить свою дочь. Он отдал её медальон Феникса и оставит её под присмотром Юнхапмудан. Однако дворецкий Чон решает оставить её под покровительством Кумуллёна и помогает её выкрасть. Доставить посылку поручается Алексу и случайно оказавшемуся вместе с ним Сиуну. После того, как Сиун спасает её от байкеров из клана Потока, а позже от приступа дефицита ки, отдает ему медальон Феникса, который делает его законного владельца главой клана Суну.
Она приходит на помощь Сиуну вместе с Алексом, Дакеши и Дмитрием в конце Части I. Там она встречается с Ли Гюбомом, и, рассказав, что передала медальон Феникса ученику Кумуллёна, приказывает Ли Гюбому защищать и всячески помогать Сиуну, пока она не вернется.
В «The Breaker: New Waves» она появляется вместе с Кайзером на «Совете мудрецов», и там же продемонстрировала свои удивительные навыки: она смогла сжечь человека живьем, только взяв его за руку. Это значит, что ей удалось вылечить свою болезнь, и теперь она способна владеть боевыми искусствами.
Хёнтхэ (кор. 현태, Hyuntae)

Хёнтхэ

один из трех учеников мастера Пэк Кёль школы клан Сонхак. Очень сильно привязан к Сон Киджу, который заботился о нём и оплачивал ему учёбу. В начале манхвы он показан как спокойный и здравомыслящий боец, но после смерти Сон Киджу он полностью меняется и превращается в невыдержанного, нервного и одержимого местью.
Последний кто видел живым Сон Киджу, и поэтому начавший своё собственное расследование и поиск убийцы вместе с Чон Лэ Воном. В результате поисков дважды встречается с Кумуллёном. Первый раз при встрече с Ханом был жестоко избит и только случайно выжил. После этого выкрадывает пистолет у Чон Лэ Вона и при второй встрече с Кумуллёном в бизнес-центре выпускает в того всю обойму. Однако только первая пуля ранит Хан Чхону, все остальные попадают в Сихо, вставшую между Ханом и стрелявшим в него Хёнтхэ.

Мамунги

Мамунги (кор. 마문기, Ma Mun-Gi) — один из четырёх сверхновых звезд. Внешне выглядит как высокий и долговязый мужчина с длинными руками, коротко стриженными темными волосами. Имеет пирсинг-колечки в ушах и левой ноздре, от которой тянется цепочка до уха. Его одежда похожа на чёрный костюм в стиле байкеров.
Благодаря высоко элитным навыкам в боевых искусствах получил прозвище Покхоксон, и поэтому был приставлен к Сосуль для защиты и охраны, пока она не была похищена. Ему и его клану потока удалось обнаружить и убить похитителя (дворецкого Чона), который однако успел передать Сосуль Алексу и Сиуну. В результате погони Мамунги сталкивает с Кумуллёном и вступает с ним в бой, но он быстро догадывается кто перед ним. Понимая, что у него нет никаких шансов на победу, и боясь за жизни своих подчиненных, отрезает свою левую руку в знак раскаяния и просил в обмен на его жизнь не преследовать его подчиненных. Остался в живых только благодаря вмешательству Сиуна, который заступился за него, не дав своему учителю его убить.
Через некоторое время Мамунги возвращается, чтобы спасти Сиуна и вернуть тем самым долг за своё спасение. Он сначала отправляет двух парней на выручку, а потом сам появляется в бизнес-центр Коа и вступает в схватку с Ли Гюбомом. Именно он был тем, кто рассказал Гюбому, что Сосуль больше не находится под опекой Альянса, а значит он и остальные члены клана Суну не обязаны следовать их приказам, и благодаря этому Гюбом помогает Сиуну встретиться с учителем.
Он становится свидетелем того, как Кумуллён уничтожает ки центр у Сиуна и позже навещает его в больнице.
Мамунги говорит Сиуну, что Кумуллён так поступил только, чтобы защитить своего ученика от мести муримин. При этом он полагался на правило, которое гласит, что законы Мурима распространяются только на муримин.
Мамунги является очень сильным мастером боевых искусств. Он в основном специализируется на владении мечом и его навыки весьма бесподобны. Кумуллён отмечает, что у него хорошая техника, которая использует все возможные преимущества. Меч Мамунги сильно похож на большой кукри.

Ли Гюбом

Ли Гюбом (кор. 이 규범, Yi Gyu-Bum) — один из четырёх сверхновых звезд по прозвищу Намчуксон. Особо элитный мастер из клана Суну.
Ли Гюбом, как и остальные члены клана Суну, был вынужден подчиняться приказам, потому что их глава (леди Сосуль) находилась в плену у Федерации. Отвечал за выполнение различного рода поручений Федерации, в том числе за то, чтобы в здание бизнес-центра Коа никто посторонний кроме Кумуллёна не зашел. Когда через некоторое время появился Сиун и попытался зайти в здание, Гюбом был тем, кто встал у него на пути. Между ними завязался бой, и только подоспевший Мамунги не дал причинить серьёзный вред Сиуну. Узнав от Мамунги, что леди Сосуль теперь с Кумуллёном, Гюбом помогает Сиуну добраться до учителя, тем самым спасая из ловушки Кмунрена и Сихо.
Гюбом был тем, кто заявил главе Федерации, что раз Леди Сосуль больше не находится под защитой Федерации, клан Суну больше не подчиняется приказам Федерации. И эту новость он отправил всем представителям семьи Суну.
Вместе с остальными он наблюдал на крыше битву между Главой Федерации и Кумуллёном. И там он узнал, что Сиун получил медальон Феникса, а значит парень получил полную власть над кланом Суну. Также Гюбом получил приказ от Сосуль защищать Сиуна и всячески ему помогать, пока она не вернется. Он навещает Сиуна в больнице и представляет его другим членам клана Суну. И уже спустя несколько недель Гюбом в сопровождении других членов клана Суну появился у школы и объявил, что теперь Сиун — новый глава клана Суну.
Владеет такими приёмами, как «Синий дракон, покидающий море», Танец цепи двойного дракона и Молниеносный удар.

Ян Чжунхо

Ян Чжунхо (кор. 양준호) — ученик из малоизвестного доджана Белой Скалы. Помогал Хёку Сочхону из Чхондомун в поисках Кумуллёна и благодаря этому стал свидетелем битвы между Сиуном и Хёком. Из-за этого позже опознал по форме в Сиуне ученика школы Ку Рен и тем самым навел сначала своего старшего брака на след Кумуллёна, а затем и Хёка Сочхона. Стал свидетелем нескольких поворотных событий, наблюдая противостояние Кумуллёна и Федерации.
В «The Breaker: New Waves» он в благодарность за спасение старшего брата от смерти предупреждает Сиуна об напряженной обстановке в Муриме и что на него готовят нападение муримины, желающие мести. Позже он защищает Сиуна от удара Чанхо, обучившегося в S.U.C имитации душесокрушающего удара.
Боевые навыки Яна не показаны. Можно сказать, что у него есть задатки мастера, так как он способен почувствовать ки в противнике и смог увернуться от удара Сиуна. А позже успешно противостоял атакам Чанхо и мог уследить за его техникой ног.

Чон Нэвон

Чон Нэвон (кор. 정 래원, Jeong Rae-won) — правительственный служащий, тесно сотрудничающий с людьми Мурима. Эту личность окружает множество тайн, и поэтому точно сказать кто он и чем занимается не представляется возможным. Он тесно взаимодействует с Федерацией и поддерживает дружеские отношения с её людьми, но на самом деле является двойным агентом и работает на главу группировки «Защита чёрного леса».
Так именно он специально устраивает столкновение Кумуллёна с Хёнтхэ. А позже подкидывает второму пистолет, и под прикрытием его нападения убивает из снайперской винтовки Сихо. Кроме этого именно он предупреждает Кумуллёна о ловушке, поджидающей его в бизнес-центре Коа, но тем самым подталкивает его туда пойти. Как потом выяснилось, всё это было сделано по приказу главы группировки «Защита чёрного леса», чтобы заставить Кумуллёна перейти границу темного источника и уничтожить противостоящих ему муримин.
Утверждает, что не является мастером боевых искусств, но при этом некоторыми приёмами владеет. Продемонстрированными их при столкновении с Кумуллёном. Всегда носит с собой пистолет. Возможно, Чон Нэвон является особым правительственным агентом, который участвует в расследованиях, когда инцидент выходит за границы мира боевых искусств и влияет на обычный мир. В обычных случаях он не имеет права вмешиваться в дела Мурима из-за негласного закона «Правительство не должно вмешиваться в дела боевых искусств».
В «The Breaker: New Waves» он появляется в спин-оффе и участвует в расследовании дела «Playboy».

Хо Вонджэ

Хо Вонджэ (кор. 허 원재, Heo Wonjae) — глава школы Ирволь. Влюблен в Сихо, некоторое время с ней встречался, но они расстались. Несмотря на это, старался её защитить и поэтому скрыл её причастность к похищению Ирвольсиндана. А позже пытался её уберечь в противостоянии Кумуллёна и Юнхапмудана.
В «The Breaker: New Waves» выясняется, что тело Сихо находится у него, и он пытается всеми доступными способами вернуть её к жизни. Для этого он даже начал сотрудничать с Пэ Сынджэ, который продал ему кровь Сиуна. Участвовал в похищении Сиуна, но был обманут и только благодаря вмешательству Кан Серы и согласию Сиуна не развивать конфликт, инцидент удалось замять и не развязать войну его школы с кланом Суну, что грозило бы неминуемым уничтожением школы Ирволь. После предательства Сынджэ и под впечатлением от драки Сиуна и капитана S.U.C решил восстановить Сиуну ки-центр.

Унволь

Унволь (кор. 은월, Unwol) — учитель Кумуллёна, трагически погибший по вине мунчжу и данчжу. Был выбран своим учителем с помощью так называемого избирательного наследования для изучения легендарной Техники Чёрных Небес. По слухам ему удалось достигнуть границы чёрного источника, и чтобы убедиться в истинности этого он был приглашен старейшинами Мурима на открытое собрание. Однако собрание обернулось ужасной трагедией, впоследствии стёртой из истории Мурима: никто из пришедших старейшин не вернулся живым. В результате Унвола объявили преступником и приговорили к пожизненному заточению в пещере. Однако через некоторое время завел себе ученика (Хан Чхону), который решается завоевать легендарный титул Кумуллёна и освободить своего учителя. Однако ничего не зная, о сложных отношениях своего учителя с старешийнами Мурима и в особенности данчжу, который был старшим учеником мастера Унвола и всю жизнь мечтал заполучить Технику Чёрных Небес, невольно развязывает столкновение Унвола с мунчжу. Видя неравенство сил и готовность данчжу на любую подлость, Унволь собственноручно ранит своё сердце, тем самым защищая своего ученика.
В манхве показан как добрый, умный и очень порядочный муримин, считающий, что боевые искусства созданы не для издевательств и унижения слабых.

Йевон Гван

Йевон Гван — одна из трех мастеров (ещё мунчжу кланов Хоги и Теул), которые отправились на встречу с Кумуллёном, когда тот пообещал прибыть в бизнес-центр Коа. Продемонстрировала невероятные навыки в управлении скоростью и использованием ки для техник, с использованием внешней силы. Одной из таких техник она с легкостью отшвырнула Кумуллёна на десяток метров. Но несмотря на личную неприязнь хотела мирно разрешить конфликтную ситуацию с Кумуллёном и даже признала, что её поразила его сила и решимость. Это говорит о том, что она очень волевой и решительный человек, способный критично и объективно оценивать ситуацию.
Во второй части оказалось, что она является учителем Кан Серы, поэтому она была приглашена девушкой для обучения Сиуна. Согласилась на эту роль, потому что хотела помочь избежать ученику Кумуллёна злого рока, преследующего его учителя. Несколько дней тренировала Сиуна, благодаря чему смогла узнать некоторые особенности, отличающие его от обычных муримин. Но Сиуна она боевым искусствам не обучала, а показала способ, как научиться этому самому с помощью техники «Воплощенная иллюзия духа».

#### The Breaker: New waves

Квон Джини

Квон Джини (кор. 권 지니, Kwon Jinie) — одна из пяти сильнейших бойцов клана Суну, а также внучка старейшины Квон Джэгю. Очень темпераментная девушка с рыжими волосами, цвет которых ей достался от отца-иностранца. В детстве она жила с матерью в Америке. Однако после авиакатастрофы, в которой её мама погибла, дедушка по материнской линии взял её к себе.
В начале Новых волн она приставлена к Сиуну в качестве охранника, чтобы защитить его от нападений других школ, которые хотят отомстить ему за нанесённый им вред Кумуллёном. Для этого она переводится в школу Ку Рён, где многие считают её хулиганкой из-за цвета её волос и поведения. Хотя Джини должна защищать Сиуна, её дед дал ей иное задание — наблюдение. Она должна была только наблюдать и не вмешиваться при нападениях, пока Сиун не будет готов на коленях умолять клан Суну спасти его никчемную жизнь. Однако постепенно у неё зарождаются чувства к Сиуну.
После того, как она не выполняет задание своего дедушки убить Сиуна, сбегает из клана Суну. Она случайно натыкается на дерущихся Ю Чжигун и Ли Чжию, капитана S.U.C. Чжию решает, что она как-то связана с Чжигуном и угрожает ей, убив кошку. Это приводит Джини в ярость, и она нападает на Чжию. Но Чжигун спасает её и отводит к своему другу Ду Чжинхо, который устраивает её официанткой в мэйд-кафе. Однако там она вновь сталкивается с Ли Чжию, которая вновь нападает на неё. В ходе преследования Джини чуть не погибает, но появившийся в последний момент Сиун спасает её.

Чон Джанъиль

Чон Джанъиль (кор. 전 장일, Jeon Jang-il) — старейшина семьи Суну по прозвищу «Бешеный тигр», взявшийся за тренировку Сиуна и на протяжении шести дней готовивший его ко встрече с Ю Чжигун. Таким образом, он является вторым учителем Сиуна после Хана Чхону.
Имеет взрывной, импульсивный характер. Однако при этом честен и прямолинеен, говорит то что думает и без прикрас.
Первоначально он должен был сломить Сиуна и отбить у него всю охоту сражаться с Чжигуном, поэтому применил «особую бесконечную тренировку», но из-за уникальных способностей и силы воли Сиуна его план провалился.
Старейшина Чон был тем, кто привез Сиуна к доктору Пэ Сынджэ, от которого узнал об особом состоянии тела Сиуна. Позже у старейшины происходит стычка с Сиуном, в которой тот напоминает ему предыдущего главу клана, поэтому обучил Сиуна паре приёмов в последний день и отпустил на бой с Ю Чжигуном, нарушив решение старейшины Квона. Можно сказать, что он второй человек после Ли Гюбома в клане Суну, кто встал на сторону Сиуна. И после пропажи Сиуна лично занимался его поиском.

Квон Джэгю

Квон Джэгю (кор. 권 재규, Kwon Jae-kyu) — старейшина семьи Суну и дедушка Джини по материнской линии. Ярый и преданный член клана, готовый пойти на что угодно ради благополучия клана Суну. Судя по всему пользуется огромным авторитетом и влиянием даже среди других старейшин, возможно, является их лидером. По словам Хан Тэсана является сильнейшим мастером клана Суну.
Квон Джэгю известен как «최강의 2인자». 2인자 означает «второй в клане» и в то же время 최강 означает сильнейший. Другими словами, дословно это значит «сильнейший второй в клане». Однако Квон Джэгю также один из 10 Великих Мастеров Мурима и единственный, кто удостоился звания Великого Мастера, не будучи при этом главой клана. Он достаточно силен, чтобы быть одним из 10 Великих Мастеров Мурима и легко может создать свой клан/школу, но, несмотря на это, старейшина Квон предпочел остаться в ослабевшем клане Суну вторым. Таким образом, «второй» это определение его положения в клане, а «сильнейший» говорит о его уровне силы и относится и к клану, и к Муриму одновременно, поэтому дословный перевод не передает всего смысла, и более точным будет вариант «второй в своем клане, один из десяти сильнейших в Муриме», из которого появилась сокращенная форма «второй сильнейший в Муриме».
Первоначально был тем, кто всячески поддерживал идею сделать Сиуна главой клана Суну, потому что рассчитывал использовать его имя в интересах клана. Но когда план использовать ученика Кумуллёна как марионетку и подставного главу провалился, пытался несколько раз подстроить его смерть, но безуспешно. Таким образом, он видит себя негласным руководителем клана и считает для себя возможным идти против воли Сосул.
Холодно относится к своей внучке, по словам Тэсана, всё разочарование в своей дочери Хеджин перенес на внучку Джини и поэтому отказывается признавать её как члена своей семьи. Это подтверждается, когда он отказывается прийти на помощь Джини, преследуемой S.U.C и называет её рыжеволосой иностранкой. Однако на самом деле он очень любит и переживает за свою внучку, но не демонстрирует это открыто и не позволяет своим чувствам мешать интересам клана, что привело к ошибочному мнению о его холодности к Джини.

Кан Сера

Кан Сера (кор. 강 세라, Sera Kang) — новый глава школы Мил янь. А также благодаря этому автоматически стала директором школы Ку Рён, которая принадлежит главе школы Мил янь.

Ю Чжигун

Ю Чжигун (кор. 유 지건, Yoo Ji-Gun) — таинственный одноклассник Сехи, который перевелся в школу Ку Рен в середине учебного года. На самом деле он — муримин и величайший гений из школы Сим Ли Мун. Его почетное имя «Улыбающийся клинок» и ходят слухи, что с мечем он может одолеть даже Хёка Сочхона. Не случайно он уже признан «Звездой клинка» нового поколения.
У него худощавое телосложение, вьющиеся волосы, на левой руке носит напульсник, на котором закреплен плавный меч.
Был выгнан из своей школы из-за ложного обвинения, в котором были замешаны S.U.C. Поэтому собирает молодых мастеров для борьбы с ними.

Пэ Сынджэ

Пэ Сынджэ (кор. 배 승재, Bae Seung-Jae) — очень эксцентричный муримин, который живёт в картонной коробке на сеульской станции метро. В Муриме он известен как «гениальный доктор» за его непревзойденные медицинские навыки и считается лучшим в Муриме. Так лишь по пульсу Сиуна, он смог выяснить и то, что он проходит бесконечную тренировку, и то, какими уникальными способностями Сиун обладает.
Он притворяется бездомным, и поэтому носит поношенные спортивный костюм и кепку, не бреется. Но на самом деле он очень богат, например, может угощать гостя одним из самых дорогих сортов кофе.
Впервые он появляется в манхве, когда Чон Джанъиль приводит Сиуна к нему на обследование, чтобы выяснить почему на него не действует бесконечная тренировка. Пэ рассказывает старейшине, что тело Сиуна заряжено огромным количеством ки, поэтому все раны Сиуна заживают за полдня и бесконечная тренировка была применена правильно. Дождавшись, когда никого рядом не стало, он рассказал Сиуну про обман старейшины Чона и предложил свою помощь. В тот раз Сиун отказался принять его помощь. Однако после столкновения с Чанхо Сиун согласился, и в обмен на кровь доктор дал ему лекарство, которое временно активирует ки в его теле, позволяя использовать боевые искусства.
Позже выясняется, что Пэ Сынджэ работает на мунчжу школы Ирволь и, используя лабораторию этой школы, собирается приготовить усиливающее лекарство с очень высокой концентрацией для Сиуна.

Хан Тэсан

Хан Тэсан (кор. 한 대산, Han De-san) является одним из пяти сильнейших бойцов клана Суну. Известен также, как «Непоколебимая Стальная Стена» клана Суну. Сдержанный и немногословный, имеет привычку извиняться за плохой контроль своей огромной силы и в результате травмы его противников.
Вместе с Кан Хаилем защищает Сиуна и Джини от бойцов школы Мил Янь, напавших после поединка Сиуна с Чжигуном. Также был тем, кто помог сбежать Сере и Хаилю из-под надзора подручных старейшины Квона, тем самым участвовал в спасении Сиуна и Джини.

Кан Хаиль

Кан Хаиль (кор. 강 하일, Kang Ha-ill) — один из пяти сильнейших бойцов клана Суну и наиболее уважаемый мастер клана Суну после Ли Гюбома из Четвёрки Сверхновых.
Веселый, остроумный и самоуверенный шутник. Любит издеваться и поддевать своих противников, это проявляется в подразниваниях Джини и безжалостных, с долей садизма расправах над врагами. Имеет необычную для бойца привычку: носит шляпу, которую в бою придерживает рукой. На левой щеке есть татуировка.
Впервые он появляется ещё в Первой части, когда вместе с Гюбомом и остальными навестил лежащего в больнице Сиуна. Хаиль — один из двух мастеров, пришедших на помощь Джини и Сиуну и разобравшихся с бойцами школы Мил Янь. Несмотря на своё пренебрежительное отношение к временному главе клана Хаиль принял сторону Сиуна и сохранил в секрете его местоположение после поединка с Чжигуном, когда узнал о намерении старейшины убить его. С особой теплотой и заботой относится к Джини. И когда ей угрожала опасность, а старейшина Квон отказался от неё, пошел против него, хотя и понимал, что шансов на победу нет. В настоящее время является телохранителем Сиуна.

Ян Ёнхён

Ян Ёнхён (кор. 양 용현, Yang Yong-hyun) один из пяти главнокомандующих S.U.C. Испытывал Сиуна и, решив, что тот прошел испытание, отдал закодированный чип, помогающий связаться с S.U.C. В манхве его также зовут по прозвищу «Мистер Крутой».

Ли Чжию

Ли Чжию (кор. 이 지유, Yi Ji-yoo) — одна из пяти главнокомандующих S.U.C. Молодая девушка, одевающаяся в стиле готической лолиты. Имеет на лице сильные шрамы, которые тщательно скрывает с помощью косметики. Она известна своей жестокостью и беспощадностью, за это получила прозвище «черная принцесса». Питает особую ненависть к Улыбающемуся клинку Ю Чжигуну. В бою использует кусаригама, которым владеет на уровне мастера. По силе уступает Чжигуну, но сильнее Джини.
Чжию руководила нападением Чанхо на Сиуна. Имеет личные счеты с Джини, так как та посмела напасть на неё и несколько раз ударить в том числе в лицо, когда Чжию пыталась использовать Джини как заложницу входе преследования Чжигуна. Позже напала на Джини средь бела дня в кафе и устроила облаву на неё по всему городу и едва не убила, но помешал подоспевший Сиун. Была побеждена Сиуном и Джини, объединившими свои силы.
Чегаль (кор. 제갈) является одним из мастеров Чхондомун. Таинственный персонаж, о котором мало известно и информация довольно противоречива. Является помощников Хёка Сочхона, однако также поддерживает его противника Чона Чхона и сотрудничает с S.U.C. Так, например, именно он передал послание от Кумуллёна о Сеуле капитанам S.U.C. В настоящий момент не известны ни его мотивы и цели, ни кого он поддерживает на самом деле, ни каким образом слова Кумуллёна, работающего на группировку Защита Чёрного Леса, были переданы ему.
Возможно, является связующим звеном между Чон Чхоном и капитанами S.U.C. Довольно умный и хладнокровный персонаж, не выполняет слепо приказы и в нужные моменты умело гасит вспышки Чхона.
Чон Чхон (кор. 정천) — глава S.U.C. Одновременно с этим является членом клана Чхондомун.

### Эпизодические персонажи

#### The Breaker
Пэ Юнчжи — учительница в старшей школе Ку Рён, за которой ухаживал Кумуллён, отвечает за воспитательную работу.
Г-жа Ли (мама Сиуна) с утра до ночи работает на работе, поэтому ничего не знала о проблемах сына в школе. Были напряженные отношения с сыном, но после того, как Сиун попал в больницу, отношения улучшились. Отец Сиуна никогда не упоминался.
дворецкий Чон (кор. 정 집사님) — дворецкий семьи Суну. Помог выкрасть леди Сосуль из-под надзора Федерации. Был убит Мамунги.
Пэк Кёль (кор. 백결) — глава клана Сонхакдочан, убитый Кумуллёном. Учитель Кансона, Сон Гиджу и Хёнтхэ. А также один из мунчжу, виновных в смерти Унвола.
Су Хо — мастер из Доджана Белой Скалы. Возможно, родной старший брат Ян Чжун Хо. Наткнулся на Кумуллёна и едва не был им убит, но выжил благодаря тому, что за него заступился Сиун.
Чо Чэ — Мунчжу Железный Кулак. В прошлом дрался с Кумуллёном и потерял в результате глаз. Во время преследования Сиуна Федерацией в одиночку сразился с Кумуллёном и был убит.
Чанмун Квон — глава клана Хоги. Использует посох, владеет техникой солнца. Был одним из трех мастеров, которые пытались помешать Кумуллёну добраться до Бизнес-центра Коа.
Такэси — один из бойцов группировки «Защита Чёрного Леса». Владеет особой техникой извлечения меча.
Дмитрий — один из бойцов группировки «Защита Чёрного Леса».
Кан Убин — мастер боевых искусств, который первым встретил Сиуна в школе после драки с Чхан Хоей. Попытался схватить Сиуна, но в результате контратаки ему сломали руку. Имеет длинные светлые волосы.
Кан Онсан — второй мастер, с которым Сиун дрался в школе. Один из лучших бойцов Федерации. Мастер по внешним техникам из Сам Хо Па. Был повержен Сиуном при помощи использования техники шагов и душесокрушающего удара.
Чанчини был одним из собравшихся наблюдателей перед бизнес-центром Коа. Он прилюдно рассказал, что Хан Чхону — мастер, овладевший девятью различными техниками и получивший поэтому титул Кумумнрен. Пытался пройти внутрь бизнес-центра Коа, но был послан в нокаут Ли Гюбомом, использовавшим приём «Синий дракон, покидающий море».
Дан Унха был в бизнес-центре Коа, хотел отомстить Кумуллёну за своё поражение в последней «Битве среди армии Бога» за звание мастера техники Шаг Дракона.
Чха Гичун был в бизнес-центре Коа, хотел отомстить Кумуллёну за своё поражение. С ним на последней «Битве среди армии Бога» Кумуллён сражался за звание мастера техники Ки Дракона.
Мин Юнги. С ней на последней «Битве среди армии Бога» Кумуллён сражался за звание мастера техники Скрытностью Дракона. Также была в бизнес-центре Коа с целью отомстить Кумуллёну за своё поражение на турнире.
Ю Саа притворялась обычной медсестрой, а на самом деле следила и оберегала Сиуна в больнице, куда его доставили после произошедшего в бизнес-центре Коа.

#### The Breaker: New waves
Ким Чону (кор. 김 정우, Kim Gung-Woo) — мастер из школы Сильного Дракона, использующий искусство меча. Он и его пятеро подручных напали на Сиуна во второй главе. Был побежден Джини.
Мин Саок (кор. 민 사옥, Min Sa-oak) — один из четырёх старейшин клана Суну, который приветствовал его как главу клана.
Ким Сольджун (кор. 김 설중, Kim Sul-Joong) — старейшина семьи Суну, отличающийся очень упитанной комплекцией.
Ду Чжинхо — владелец мейд-кафе, в котором Джини работала официанткой. Изучает боевые искусства Школы Божественного Леса, известен как «стелющийся клинок».
Кёль (кор. 결, Gyul) — отец Сосуль и предыдущий глава клана. Был убит.
Хеджин (кор. 혜진, Hae-jin) — мама Джини.
«Тысячеликая Леди» Хару (кор. 천면랑 하루) («Чхонмёллан» Хару) — одна из пяти капитанов S.U.C. Поступила в школу Девяти драконов под видом ученицы, чтобы разделаться с Сиуном.
Квон Ён (кор. 권영) — один из пяти капитанов в S.U.C, известный под именем «Кровавый клык» Квон Ён, и один из четырёх сверхновых звезд.
«Одинокий волк» Рюджи
Кайзер — глава группировки «Защита Чёрного Леса»
Сонён (кор. 성연) — подружка Сехи.
Пхиа (кор. 피아) — друг Чжигуна. Хакер

## Терминология

### Техники

#### Техники Кумунрена
Душесокрушающий удар или Sweh Hon Gwon (кор. 쇄혼권) — это техника, использующая не только физическую силу, но и внутреннюю энергию. Момент удара и выброса энергии должны быть идеально синхронизированы для максимального эффекта. Обычно такие техники, наносящие внутренние повреждения, не отличаются особой силой, ведь нацелены они в основном на внутренние органы. Однако душесокрушающий удар тому исключение. Он достаточно мощен, чтобы раздробить кости. Он чрезвычайно сложен и опасен в освоении, поэтому немногие овладели им. Во всем Муриме лишь несколько человек могут его использовать.
Сиун называет этот приём удар с использованием внутренней энергии (Nae Gyuk Gwon(кор. 내격권)). Разница в названиях получилась из-за того, что Кумуллён не назвал своему ученику название приёма, и Сиун стал называть его по принципу применения. Это различие показано в разговоре Сиуна и Чжунхо, когда каждый из них приём называл по-своему, подразумевая один и тот же удар.
Сейсмический шаг или Сфокусированный удар ногой. Этой техникой владеют наиболее хорошо только Кумуллён и Кансон. В «The Breaker: New waves» её освоил Сиун Ли.
Техники распределения энергии [по всему телу]:
- Техника Чёрных Небес (кор. 현천지공) — секретная техника, которая передаётся мастером лишь одному ученику, выбранному посредством так называемого избирательного наследия. Благодаря этой технике можно достигнуть Границы Чёрного Источника — наивысшего уровня боевого духа. Это считается наивысшей ступенью боевого искусства.

Граница Чёрного Источника (кор. 현원지경) — чистейшая форма техники Чёрных Небес. Она проявляется, когда ты выходишь за пределы сознательного и бессознательного, врага и себя, превращаясь в чистейший «Му» (Боевой Дух). Граница Чёрного Источника — сама сущность техники Чёрных Небес и Земли, однако вместе с тем в ней заключается и её великий недостаток. В прошлом все, кто достиг Границы, оказывались охваченными животными инстинктами и теряли над собой контроль. Граница Чёрного Источника, наделяя человека сверхъестественной силой, но вместе с тем опьяняла его ненавистью и жаждой убийства. Противоречия Границы так до сих пор и не разрешены.
Техники шагов (молниеносные шаги). Пять базовых приёмов (эти техники требуют особого движения ступнями и синхронизация движения с циркуляцией ки):
- Джин (кор. 진) — он позволяет приблизиться к оппоненту.
- Твэ (кор. 퇴) — при необходимости он поможет отступить.
- Хвэ (кор. 회). Этот приём позволяет уворачиваться от ударов и скрываться из виду.
- Кёк (кор. 격) применяется в нападении. Её нельзя использовать бездумно. Она позволяет читать движения врага и изменять их так, чтобы нейтрализовать противника.
- Хван (кор. 환) — это секретная техника, воздействующая на разум и волю противника.

Шаги призрака — разновидность техники шагов Хван, с помощью которой можно создать мираж человека, и, незаметно переместившись, избежать атаки.

#### Техники школы Йевон
Техника вихря ки — это техника с использованием внешней силы для поражения противника. Она позволяет с легкость отшвырнуть своего противника на десятки метров в зависимости от мастерства мастера. В ней заключена сама сущность великолепного искусства Йевон, полагающегося на техники с использованием внешней силы.
Воплощенная иллюзия духа

#### Техники школы Суну
Сокрушающий громовой удар или Nweh Gyuk Gwon (кор. 뇌격권) — особый удар, при котором сначала создается давление с помощью ки сверху на противника, а потом на огромной скорости наносится удар. Этим ударом пользуются члены клана Суну, им владеют Ли Гюбом и Квон Джини.
Синий дракон, покидающий море
Танец цепи двойного дракона
Молниеносный удар

#### Техники остальных школ
Сильная металлическая рука. Существует 10 рангов освоения этой техники. Сильная металлическая рука 10 ранга способна разорвать не только плоть, но и кости или автомобильную сталь. Чтобы руки и пальцы были столь ловкими, что могли бы разрывать сталь, требуется приложить немало усилий и пройти особую подготовку.
Сильная металлическая хватка — это последний акт отчаяния, когда даже после смерти человек не отпускает свою цель.
Техника Железного Тела делает тело твердым, как сталь. Вместе с укреплением тела она замедляет движения. Слабость железного тела — глаза. Технику, которую продемонстрировал Мунчжу Железный Кулак.
Техника Солнца, которой владеет мунчжу клана Хоги, позволяет нагревать своё тело или оружие, которое используешь в бою.
Восходящий шаг мудреца — техника, которой владеет мунчжу клана Теул.

### Кланы и Доджаны
Доджан — корейский аналог японскому додзё.
клан Ирволь (школа Одной луны) — центр по изучению техники создания дана (духовного лекарства). В обычном мире известна как фармацевтическая компания «Ирволь». В этой школе был создан Ирвольсиндан. Главой этой школы является Хо Вонджэ.
Чхондомун (кор. 천도문) — один из могущественнейших кланов Мурима. Оттуда выходят настоящие мастера боевых искусств. Но люди из Чхондомун редко показываются на глаза. Преемником главы этой школы является Хёк Сочхон. Эту школу входит группа под названием «пять защитников Мурима» (см. #Титулы и звания).
Ёнхапмудан — объединенная Федерация боевых искусств или Организация. Глава Юнхапмудана носит титул данчжу. На сегодняшний момент данчжу является Кансон.
Клан Суну (кор. 선우) — один из могущественнейших кланов Мурима. Законная наследница и преемница этого клана — Леди Суну Сосуль, а настоящее время данный статус перешел к Сиуну.
Клан потока — банда байкеров, во главе которой находится Мамунги. Не известно до конца является ли клан потока одним из кланов Мурима или обычной группировкой бандитов, во главе которой находится муримин Мамунги.
Школа небесной девы. Мастера данной школы специализируются в техниках применения наркотиков. По словам Сихо, в этом они, наверно, на сотни лет обошли остальных. Так одним из мастеров является Сихо, использующая отравленное оружие.
Дочан Белой Скалы (Пэксук дочан) — малоизвестному доджан, к которому принадлежат Су Хо и Ян Чжунхо. Хёк Сочхон из Чхондомун обратился в этот доджан за помощью при поисках Кумуллёна.
- Сам Хо Па
- клан Сонхак
- Клан Хоги
- Теул
- Йевон

Защита Чёрного Леса — группировка, пытающаяся захватить власть в мире и не гнушающаяся при этом убивать мешающих ей людей. Обладая силой муримин они вторгаются в обычный мир и используют её даже на обычных людях. В обычном мире их прозвали «Воины-тени». Кумуллён работает на них. Противостоит Юнхапмудан и пытается всеми силами подорвать её авторитет.
- Сим Ли Мун (Школа Божественного Леса)
- Мил янь

S.U.C — таинственная группа людей, называющая себя истинными учениками Кумуллёна или Soldiers Under Command. Появилась после событий первой части манхвы. Вопреки законам Мурима используют боевые искусства и среди обычных людей, для достижения своих целей не гнушаются ничем и замешаны во многих преступления. Их отличительной особенностью является то, что у них нет конкретной базы или места локализации, свои действия они координируют через сайт с чипами-ключами доступа. По большей части состоят из обычных людей, ничего не знающих о Муриме и его законах. С помощью особых препаратов их накачивают ки и обучают боевым искусствам, обучены нападать толпой.
Чон Гыкчина. Пак Чинхвана. «The Breaker: New waves». Глава 66:

 Изначально S.U.C. создавалось как своего рода братство для молодых муримин. Как и все юнцы, мы были жутко недовольны правящими кругами.
А эти самые круги частенько забывали про нас. Не считались с нами. А потом появился Кумуллён. И Мурим дрогнул. Многие в нашей группе были убеждены, что пришло время перемен. Но сказать легче, чем сделать.
Так как большая часть из них не знала как жить без Мурима.
И в этот момент появился нынешний глава S.U.C. Этот парень… Не знаю, откуда он взялся… Но он был чертовски силен! Никто не мог сравниться с ним… Позднее он возглавил S.U.C. Тогда же ввели должности капитанов… — с. 15-20.
Во главе стоят пять капитанов-муримин: «Черная принцесса» Чжию, «Мистер Крутой» Ян Ёнхён, «Тысячеликая Леди» Хару, «Кровавый клык» Квон Ён и «Одинокий волк» Рюджи. Они получают команды непосредственно от лидера. Скорее всего сейчас лидером S.U.C является Чон Чхон.

### Титулы и звания
Кумуллён (кор. 구문룡, Goomoonryung). Так называют того, кто овладел девятью различными стилями. За всю историю Мурима этого звания смог достигнуть только один человек — Хан Чхону (см. #Главные персонажи). Бойцы состязаются за звание мастера в следующих стилях:
1. шаг дракона
2. ки дракона
3. скрытность дракона
4. удар посохом дракона
5. удар когтя дракона и т. д.

Саммуллён (кор. 삼문룡, Sammoonryong) — Дракон трех стилей. Такое звание мог получить тот, кто овладел тремя различными техниками и показал наилучшее владения ими на «Великой битве среди армии Бога».
Данчжу — глава Федерации боевых искусств.
Мунчжу — лидеры и сильнейшие мастера Федерации.
- Чочэ — Мунчжу Железный Кулак
- Чанмун Квон — глава школы Хоги
- Гван — глава школы Йевон

пять защитников Чхондомун — группа из пяти человек, защитников Мурима, входит в состав Чхондомун. Их название буквально переводится как Five Protection Methods. Элитные мастера. Так, например, из их ловушки под названием Структура Трёхстенной Ловушки никому не удавалось выбраться до Кумуллёна. Трое из этой группы сражались с ним на крыше бизнес-центра Коа.
четыре сверхновых звезды — четыре элитнейших мастера, заслуживших это звание на последней «Великой битве среди армии Бога». Пока известны личности троих из них:
- Намчуксон (кор. 남적성) или Южная красная звезда — Ли Гюбом
- Покхоксон (кор. 북흑성) или Северная чёрная звезда — Мамунги
- Собэксон (кор. 서백성) или Западная белая звезда — Квон Ён